# Lepidodactylus manni
Espèce
Statut de conservation UICN

 VU B1ab(iii) : Vulnérable
Lepidodactylus manni est une espèce de geckos de la famille des Gekkonidae.

## Répartition
Cette espèce est endémique des Fidji. Elle se rencontre à Viti Levu, à Rabi et aux Kadavu.

## Étymologie
Cette espèce est nommée en l'honneur de William Montana Mann (1886–1960).

## Publication originale
- Schmidt, 1923 : A list of Fijian lizards. Copeia, vol. 1923, n. 116, p. 50-52.